# 여남군
여남군(汝南郡)은 중국의 옛 군이다. 군국제 시행 시에 여남국(汝南國)이 설치됐었다.

## 전한
《한서》에서는 고제가 설치했다 하고 《수경》 〈여수〉의 주에서는 설치 시기를 고제 4년(기원전 204년)으로 보았으나 왕국유는 이를 부정했으며, 주진학은 문제 전12년(기원전 168년) 유무를 회양나라에서 양나라로 옮겨 봉하면서 회양군을 나누어 설치되었을 것으로 추정했다. 경제가 자기 아들 유비를 여남왕으로 봉했다가, 오초칠국의 난 이후 옛 오나라를 강도나라로 고쳐 유비에게 주는 대신 여남나라는 거두어 군으로 돌렸다.
예주자사부에 속했다. 원시 2년(2년)의 인구조사에 따르면 46만 1587호, 259만 6148명이 있었다. 아래의 속현 목록은 한서 지리지의 순서를 따른 것으로 원연·수화 간(기원전 8년) 무렵의 상황으로 여겨지며, 일반적으로 첫 현이 군의 치소이다. 총 38현(28현 10후국)이다. 오늘날의 주마뎬 시의 대부분, 저우커우 시의 남부와 뤄허 시의 일부, 신양 시 북부, 그리고 푸양 시 일대에 해당한다.
| 현명     | 한자          | 대략적 위치             | 비고 |
| -------- | ------------- | ----------------------- | --- |
| 평여현   | 平輿縣        | 주마뎬시 핑위 현 북     | 응소에 따르면 옛 심 자국(子國: 자작의 봉국)이 바로 이 현의 심정(沈亭)이다. |
| 양안현   | 陽安縣        | 주마뎬시 남             | 응소에 따르면 옛 도 자국이 바로 이 현의 도정(道亭)이다. |
| 양성후국 | 陽城侯國      | 저우커우시 상수이 현 서 | 유덕의 후국이다. |
| 은강현   | 㶏強縣        | 뤄허시 린잉 현 동       | 응소에 따르면 은수(㶏水)는 영천군 양성에서 나온다. |
| 부피현   | 富波縣        | 푸양시 푸난 현 남동     | |
| 여양현   | 女陽縣        | 저우커우시 상수이현 서  | 응소에 따르면 여수(汝水)는 홍농에서 나와서 회수로 들어간다. |
| 주양현   | 鮦陽縣        | 푸양시 린취안 현 서     | 응소에 따르면 주수의 북쪽[陽]에 있다. |
| 오방현   | 吳房縣        | 주마뎬시 쑤이핑 현 서   | 맹강에 따르면 본디 방 자국인데, 초 영왕이 방나라 자작을 초나라로 옮겼고, 오왕 합려의 아우 부개(夫概)가 초나라로 달아나자 이곳을 부개에게 봉하니, 부개는 당계씨(堂谿氏)가 되었고, 이 땅이 오나라 사람에게 봉해진 고로 오방이라 했으니, 오방성 당계정이 바로 그곳이다. |
| 안성후국 | 安成侯國      | 주마뎬시 루난 현 남동   | 왕숭의 후국이다. |
| 남돈현   | 南頓縣        | 저우커우시 샹청 시 서   | 옛 돈 자국으로 희성이다. 응소에 따르면 돈나라는 진나라의 핍박을 받아 남쪽으로 옮겼기 때문에 남돈이라 하는 것이고, 옛 성이 여전히 있었다. |
| 낭릉현   | 朗陵縣        | 주마뎬시 췌산 현 남서   | 응소에 따르면 낭릉산이 서남쪽에 있다. |
| 세양현   | 細陽縣        | 푸양시 타이허 현 남동   | 안사고에 따르면 거세수(居細水)의 북쪽이라서 세양이라 한다. 세수는 신처(新郪)에서 나온다. |
| 의춘후국 | 宜春侯國      | 주마뎬시 루난 현 남서   | 위항과 왕흔의 후국이다. |
| 여음현   | 女陰縣        | 푸양시                  | 옛 호(胡)나라다. 도위의 치소가 있다. |
| 신채현   | 新蔡縣        | 주마뎬시 신차이 현      | 채 평후가 채(蔡)에서 여기로 옮겼고, 2대 후에는 하채(下蔡)로 옮겼었다. |
| 신식현   | 新息縣 新鄎縣 | 신양시 시 현            | 맹강에 따르면 옛 식(息)나라인데 나중에 동쪽으로 옮겨서 신(新)을 덧붙였다. |
| 구양현   | 灈陽縣        | 주마뎬시 쑤이핑 현 동   | 응소에 따르면 구수는 오방(吳房)에서 나와 동으로 친수(瀙水)로 들어간다. |
| 기사현   | 期思縣        | 신양시 구스 현 북서     | 안사고에 따르면 옛 장(蔣)나라다. |
| 진양현   | 愼陽縣        | 주마뎬시 정양 현        | 응소에 따르면 진수(愼水)가 동북에서 나와 회수로 들어간다. 안사고는 진(愼)은 원래 진(滇)인데 나중에 잘못된 것이며, 여전히 진구(眞丘), 진양현(眞陽縣)이 있다고 한다. 감인(闞駰)은 영평 5년에 도장을 잃어버렸다가 다시 파면서 “水”가 “心”으로 잘못됐다고 한다.          |
| 신현     | 愼縣          | 푸양시 잉상 현 북서     | |
| 소릉현   | 召陵縣        | 뤄허시 옌청 구 동       | 안사고에 따르면 제 환공이 초나라를 치려고 주둔한 그 소릉이다. |
| 익양후국 | 弋陽侯國      | 신양시 황촨 현 서       | 안사고에 따르면 익산(弋山)이 서북쪽에 있으며, 옛 황(黃)나라가 이 현의 황성(黃城)이다. 임궁의 후국이다. |
| 서평현   | 西平縣        | 주마뎬시 시핑 현 서     | 철관이 있다. 응소에 따르면 백(柏) 자국이 이 현의 백정(柏亭)이다. |
| 상채현   | 上蔡縣        | 주마뎬시 상차이 현 남서 | 옛 채나라로, 채중 호 이래 18세를 지나 신채로 옮겼다. |
| 침현     | 𥧲縣          | 푸양시 린취안 현        | 응소에 따르면 손숙오의 아들이 받은 침구(浸丘) 땅이다. |
| 서화현   | 西華縣        | 저우커우시 시화 현 남   | |
| 장평현   | 長平縣        | 저우커우시 시화 현 북동 | |
| 의록현   | 宜祿縣        | 저우커우시 단청 현 남동 | |
| 항현     | 項縣          | 저우커우시 선추 현      | 옛 나라다. |
| 신처현   | 新郪縣        | 푸양시 타이허 현 북     | 응소에 따르면 진나라가 위나라를 쳐 취한 처구(郪丘)인데 한나라에서 이름을 고쳤다. |
| 귀덕후국 | 歸德侯國      | ?                       | 선제가 설치했다. 선현전의 후국이다. |
| 신양현   | 新陽縣        | 푸양시 제서우 시 북     | 응소에 따르면 신수의 북쪽이다. |
| 안창후국 | 安昌侯國      | 주마뎬시 췌산 현 서     | 장우의 후국이다. |
| 안양후국 | 安陽侯國      | 주마뎬시 정양 현 남     | 유발·주좌거·왕음의 후국이다. 응소에 따르면 옛 강(江)나라는 바로 이 현의 강정(江亭)이다. |
| 박양후국 | 博陽侯國      | 저우커우시 상수이 현 동 | 병길의 후국이다. |
| 성양후국 | 成陽侯國      | 신양시 북               | 해의(奚意)·조림·유중(劉衆)의 후국이다. |
| 정릉현   | 定陵縣        | 뤄허시 옌청 구 북서     | 고릉산(高陵山)이 있고, 여수(汝水)가 나와, 동남으로 신채에 이르러 회수로 들어가며, 남양·하남·영천·여남 네 군을 지나 1340리를 간다. |
| 악창후국 | 樂昌侯國      | ?                       | 세양현의 지양향(池陽鄕)이었다. 장수(張壽), 왕무(王武)의 후국이다. |

## 신나라
군의 이름을 여분(汝汾), 혹은 여분(汝坟)으로 바꾸고 일부를 분할해 새로 상도(賞都)군을 세웠다. 다음 현의 이름을 바꿨다.
| 전한       | 신             |
| ---------- | -------------- |
| 양성(陽城) | 신안(新安)     |
| 안성(安成) | 지성(至成)     |
| 세양(細陽) | 낙경(樂慶)     |
| 의춘(宜春) | 선잔(宣孱)     |
| 여음(女陰) | 여분(汝墳)     |
| 신채(新蔡) | 신천(新遷)     |
| 신식(新息) | 신덕(新德)     |
| 신(愼)     | 신치(愼治)     |
| 서평(西平) | 신정(新亭)     |
| 침(浸)     | 윤치(閏治)     |
| 서화(西華) | 화망(華望)     |
| 장평(長平) | 장정(長正)     |
| 의록(宜祿) | 상도정(賞都亭) |
| 신처(新郪) | 신연(新延)     |
| 귀덕(歸德) | 귀혜(歸惠)     |
| 신양(新陽) | 신명(新明)     |
| 안창(安昌) | 시성(始成)     |
| 안양(安陽) | 균하(均夏)     |
| 박양(博陽) | 낙가(樂家)     |
| 성양(成陽) | 신리(新利)     |

신나라 말기, 전한의 종실인 유망이 거병해 이 군을 점유하고 황제를 일컬었으나, 현한의 공격을 받아 패망했다.

## 후한, 조위
37성 404,448호 2,100,788명을 거느리는 큰 군이 되었다. 후한말 213년경, 익양현과 기사현이 익양군으로, 송, 산상, 성부현이 초군으로 분리되었다. 222년(위 문제 황초 3년), 동부지역 10개현이 여음군으로 분리되었다가 얼마못가 폐지되었다.
| 현명     | 한자     | 대략적 위치                          | 비고 |
| -------- | -------- | ------------------------------------ | --- |
| 평여현   | 平輿縣   | 주마뎬시 핑위현 북                   | |
| 신양후국 | 新陽候國 | 푸양시 제서우시 북                   | |
| 서평현   | 西平縣   | 뤄허시 우양현 동남                   | 203년(후한 헌제 건안 8년), 조조가 유표를 점령하기 위해 본현에 주둔했다. 원담, 원상이 기주를 두로 내전을 벌였다.                     |
| 상채현   | 上蔡縣   | 주마뎬시 상차이현 서남               | 채나라의 고지이다. 문소황후 견씨의 아버지 견일(甄逸)이 본현의 현령이었으나 견황후가 3살일 때 사망했다.                              |
| 남돈현   | 南頓縣   | 저우커우시 샹청시                    | 돈나라(頓國)의 고지이다. 222년 여음군으로 분리되었다.                                                                               |
| 여음현   | 女陰縣   | 푸양시                               | 호나라(胡國)의 고지이다. 222년 여음군으로 분리되었다.                                                                               |
| 여양현   | 女陽縣   | 저우커우시 서남                      | 원소, 원술형제의 원적지이다. 222년 여음군으로 분리되었다.                                                                           |
| 신식후국 | 新息候國 | 신양시 시현                          | |
| 북의춘현 | 北宜春縣 | 주마뎬시 췌산현 서                   | 후한대 의춘현이 지금의 이름으로 개명되었다.                                                                                         |
| 은강후국 | 㶏強候國 | 뤄허시 린잉현 동                     | |
| 구양현   | 灈陽縣   | 주마뎬시 쑤이핑현 동북               | |
| 기사현   | 期思縣   | 신양시 화이빈현 기사진(期思鎭)       | 현내의 장향(蒋鄕)은 장나라(蒋國)의 고지이다.                                                                                        |
| 양안현   | 陽安縣   | 주마뎬시 췌산현 북                   | 과거 도정(道亭)에 나라가 있었다. |
| 항현     | 項縣     | 저우커우시 선추현                    | 222년 여음군으로 분리되었다. |
| 서화현   | 西華縣   | 저우커우시 시화현 남                 | |
| 세양현   | 細陽縣   | 푸양시 타이허현 동 관집진            | |
| 안성후국 | 安成侯國 | 주마뎬시 핑위현 서남                 | 현내에 무성정(武城亭)이 있었다. |
| 오방현   | 吳房縣   | 주마뎬시 쑤이핑현 동북               | 현내에 당계정(棠谿亭)이 있었다. |
| 주양후국 | 鮦陽候國 | 푸양시 린취안현 서                   | |
| 진양현   | 愼陽縣   | 주마뎬시 정양현 북                   | |
| 신현     | 愼縣     | 푸양시 잉상현 북                     | 222년 여음군으로 분리되었다. |
| 신채현   | 新蔡縣   | 주마뎬시 신차이현                    | 현내에 대려정(大吕亭)이 있었다. 222년 여음군으로 분리되었다.                                                                        |
| 안양후국 | 安陽侯國 | 신양시 시현 서                       | 강정(江亭)은 과거 영성(嬴)을 쓰는 제후가 다스린 나라가 있었다.                                                                      |
| 부파후국 | 富波候國 | 푸양시 푸난현 동남                   | 후한초기 폐지되었지만 영원연간에 복구되었다.                                                                                        |
| 의록현   | 宜祿縣   | 저우커우시 단청현 의로진(宜路鎭)일대 | 후한초기 폐지되었지만 영원연간에 복구되었다.                                                                                        |
| 낭릉후국 | 朗陵候國 | 주마뎬시 췌산현 남                   | |
| 익양후국 | 弋陽侯國 | 신양시 황촨현 융고향 익양고성        | 제후가 영씨성이었던 황나라(黃)나라가 본현 황정(黄亭)에 있었다.                                                                      |
| 소릉현   | 召陵縣   | 뤄허시 동                            | 현내에 경정(陘亭), 안릉향(安陵鄕)이 있었다.                                                                                         |
| 정강후국 | 征羌候國 | 저우커우시 상수이현 서               | 현내에 안릉정(安陵亭)이 있었다. |
| 사선후국 | 思善候國 | 보저우시 차오청구 고성진(古城鎭)     | |
| 송공국   | 宋公國   | 푸양시 타이허현 예구진(倪邱鎭)일대   | 79년(후한 장제 건초 4년), 구현(丘縣)에서 지금의 이름으로 바뀌었다. 현내에 번양정(繁陽亭)이 있었다. 조조에 의해 초군으로 분리되었다. |
| 포신후국 | 褒信候國 | 주마뎬시 신차이현 남                 | 현내에 과거 나라가 있었던 뇌정(賴亭)이 있었다.                                                                                      |
| 원록후국 | 原鹿候國 | 푸양시 푸난현 남                     | 222년 여음군으로 분리되었다. |
| 정영후국 | 定潁候國 | 주마뎬시 시핑현 동북                 | |
| 고시후국 | 固始候國 | 푸양시 린취안현                      | 광무제시기 침현(𥧲縣)에서 지금의 이름으로 바뀌었다. 현내에 침구(𥧲丘)가 있었다. 222년 여음군으로 분리되었다.                        |
| 산상후국 | 山桑候國 | 보저우시 멍청현 북                   | 본래 패군에 속했다. 현내에 하성부취(下城父聚), 수혜취(垂惠聚)가 있었다. 조조에 의해 초군으로 분리되었다.                            |
| 성부현   | 城父縣   | 보저우시 차오청구 성부진(城父鎭)     | 본래 패군에 속했다. 본래 이족이 차지했다. 현내에 장화태(章華台)가 있었다. 조조에 의해 초군으로 분리되었다.                          |

## 진
266년(진 무제 태시 2년), 여음, 신현, 원록, 고시, 주양, 신채, 송, 포신현이 여음군으로 재분리되고, 항현이 양군으로 이관되면서 군역이 크게 줄었다. 15현 21,500호를 거느렸다. 진 혜제시기인 302년(진 혜제 영녕 2년), 일부지역이 남돈군으로 분리되면서 군역이 더욱 줄었다. 왕기의 손자였던 왕미가 본군의 태수로 있었다가 혜제 말기 본군을 공략하고 그 지역의 태수와 현령을 살해했다. 영가의 난이후 후조의 석륵이 왕미를 격파하고 예주를 차지하면서 후조의 땅이 되었다. 이후 조적의 항쟁으로 잠시 동진이 수복했으나 북조에게 상실했다. 동진 말기, 비수 대전으로 전진이 무너지고 후진, 후연등으로 인해 화북이 혼란스러워진 틈을 타 유유가 수복하면서 동진의 땅으로 재편입되었고, 406년(동진 안제 의희 2년), 대뢰 이북에 예주를 복구하면서 예주의 속군이 되었다.
| 현명     | 한자     | 대략적 위치            | 비고                                                     |
| -------- | -------- | ---------------------- | -------------------------------------------------------- |
| 신식현   | 新息縣   | 신양시 시현            | 군의 치소가 있었다.                                      |
| 남안양현 | 南安陽縣 | 신양시 시현 서         | 안양현이 지금의 이름으로 개명되었다.                     |
| 안성현   | 安成縣   | 주마뎬시 핑위현 서남   |                                                          |
| 진양현   | 愼陽縣   | 주마뎬시 정양현 북     |                                                          |
| 북의춘현 | 北宜春縣 | 주마뎬시 췌산현 서     |                                                          |
| 낭릉현   | 朗陵縣   | 주마뎬시 췌산현 남     |                                                          |
| 양안현   | 陽安縣   | 주마뎬시 췌산현 북     | 과거 강나라(江國)가 있었고 현내에 강정(江亭)이 있었다.   |
| 상채현   | 上蔡縣   | 주마뎬시 상차이현 서남 | 317년 주마뎬시 루난현으로 교치되어 복구되었다.           |
| 평여현   | 平輿縣   | 주마뎬시 핑위현 북     | 과거 침자국(沈子國)이 있었고 현내에 침정(沈亭)이 있었다. |
| 정영현   | 定潁縣   | 주마뎬시 시핑현 동북   |                                                          |
| 구양현   | 灈陽縣   | 주마뎬시 쑤이핑현 동북 |                                                          |
| 남돈현   | 南頓縣   | 저우커우시 샹청시      | 혜제시기 남돈군이 분리되면서 남돈군의 치소가 되었다.     |
| 여양현   | 女陽縣   | 저우커우시 서남        |                                                          |
| 오방현   | 吳房縣   | 주마뎬시 쑤이핑현 동북 | 과거 방자국(房子國)이 있었다.                            |
| 서평현   | 西平縣   | 뤄허시 우양현 동남     | 과거 백나라(柏國)가 있었고 현내에 용천(龍泉)이 있었다.   |

## 유송
11현 11,291호 89,349명을 거느렸다.
| 현명     | 한자     | 대략적 위치            | 직위 | 비고                                            |
| -------- | -------- | ---------------------- | ---- | ----------------------------------------------- |
| 상채현   | 上蔡縣   | 주마뎬시 루난현        | 令   |                                                 |
| 평락현   | 平樂縣   |                        | 令   |                                                 |
| 북신식현 | 北新息縣 |                        | 令   |                                                 |
| 진양현   | 愼陽縣   | 주마뎬시 정양현 북     | 令   |                                                 |
| 안성현   | 安成縣   | 주마뎬시 핑위현 서남   | 令   |                                                 |
| 남신식현 | 南新息縣 | 신양시 시현            | 令   |                                                 |
| 낭릉현   | 朗陵縣   | 주마뎬시 췌산현 남     | 令   |                                                 |
| 양안현   | 陽安縣   | 주마뎬시 췌산현 북     | 令   |                                                 |
| 서평현   | 西平縣   | 뤄허시 우양현 동남     | 令   |                                                 |
| 구양현   | 灈陽縣   | 주마뎬시 쑤이핑현 동북 | 令   |                                                 |
| 안양현   | 安陽縣   | 신양시 시현 서         | 令   | 서진대의 남안양현이 지금의 이름으로 개명되었다. |

## 북위
북위는 여남군을 점령한 뒤 군의 치소를 상채현으로 옮겼다. 8현 15,889호 37,061명을 거느렸다.
| 현명   | 한자   | 대략적 위치                           | 비고 |
| ------ | ------ | ------------------------------------- | ---- |
| 상채현 | 上蔡縣 | 주마뎬시 상차이현 서남                |      |
| 임려현 | 臨汝縣 |                                       |      |
| 평여현 | 平輿縣 | 주마뎬시 핑위현 북                    |      |
| 안성현 | 安成縣 | 주마뎬시 핑위현 서남                  |      |
| 서평현 | 西平縣 | 뤄허시 우양현 동남                    |      |
| 구양현 | 瞿陽縣 | 주마뎬시 쑤이핑현 동북                |      |
| 양안현 | 陽安縣 | 주마뎬시 췌산현 북                    |      |
| 보성현 | 保城縣 | 주마뎬시 루난현 남 삼교진(三橋鎭)일대 |      |

## 수
동위때 행태(行台)가 설치되었고 북주에서 총관부가 설치되었다. 여남군이 속한 예주는 일시적으로 서주(舒州)로 불렸다가 낙주를 예주로 고치면서 잠시 진주(溱州)로 개명되고 후에 채주(蔡州)로 개명되었다. 11현 152,785호를 거느렸다.
| 현명   | 한자   | 대략적 위치                        | 비고 |
| ------ | ------ | ---------------------------------- | --- |
| 여양현 | 汝陽縣 | 주마뎬시 루난현                    | 상채현에서 지금의 이름으로 바뀌었고 보성현(保城縣)이 통폐합되었다. 현내에 홍극피(鴻郤陂)가 있었다. |
| 성양현 | 城陽縣 | 주마뎬시 비양현 서남               | 양나라 때 설치된 현이다. 의흥현(義興縣)이 있었는데, 이 현은 초주에 소속되었다. 동위에서 서초주(西楚州)로 소속이 바뀌었고 북제 때 영주(永州)로 바뀌었다. 589년(수 문제 개황 9년), 순주(純州)가 통폐합되었다. 598년(수 문제 18년), 의흥현이 순의현으로 개명되었다. 대업초기 해당주현이 모두 통폐합되었다. 북제 때 오성군(伍城郡)이 통폐합되었다. 현내에 십장산(十丈山), 대목산(大木山)이 있었다. |
| 진양현 | 真陽縣 | 주마뎬시 루난현 양축진(梁祝鎭)일대 | 동위 때 영주(郢州)가 폐지되고 의양군이 설치되었고 북제 때 군이 보성현에 통폐합되었다. 591년(수 문제 개황 11년) 현이 폐지되었으나 596년(수 문제 개황 16년) 진구현으로 개명되었다. 대업초기 지금의 이름으로 개명되었다. 양나라 때 백구현(白狗縣)이 있었는데, 이 현은 회주에 소속되었으나 북제 때 회주가 폐지되고 제흥군(齊興郡)이 설치되면서 제흥군의 속현이 되었다. 이 제흥군은 얼마못가 폐지되었고 개황초기 백구현이 회천현으로 개명되었으나 얼마못가 통폐합되었다. 또한 북위의 안양현(安陽縣)이 있었으나 폐지되었다. 현내에 문수(汶水)가 있었다. |
| 신식현 | 新息縣 | 신양시 시현                        | 북위 때 동예주가 설치되었고 양나라 때 서예주로 바뀌었다. 이후 서예주는 회주로 바뀌었고 동위는 다시 동예주로 이름을 바꿨다가 북주에서 식주(息州)로 개명되었다. 대업초기 식주가 폐지되었다. 양나라 때 설치된 전주(滇州), 북광성군(北光城郡), 북신식현(北新息縣)이 모두 통폐합되었다. |
| 포신현 | 褒信縣 | 신양시 포신진(包信鎭)              | 유송대 포신현(包信縣)으로 개명되었으나 대업초기 지금의 이름으로 개명되었다. 북제시기 장릉군(長陵郡)이 현으로 강등되 통폐합되었고, 개황초기 양나라 때 신설된 양안군(梁安郡)이 통폐합되었다. 대업초기 장릉현이 통폐합되었다. |
| 상채현 | 上蔡縣 | 주마뎬시 상차이현 황부진 남일대    | 북제 때 임려현이 폐지되었다. 개황중에 무진현(武津縣)이란 이름으로 설치되었고 대업초기 지금의 이름으로 개명되었다. |
| 평여현 | 平輿縣 | 주마뎬시 핑위현 마장촌(馬庄村)일대 | 현내에 갈피(葛陂)가 있었다. |
| 신채현 | 新蔡縣 | 주마뎬시 신차이현                  | 북위 이전까지 신채군이었다가 동위 때 채주()가 설치되었다. 북제 때 채주가 폐지되고 광녕군이 설치되었다. 개황초기 광녕군이 폐지되었고 596년 서주와 서현, 광녕현이 설치되었다. 601년(수 문제 인수 원년), 광녕현이 여북현(汝北縣)으로 개명되었다. 개황초기 주가 폐지되면서 여북현이 지금의 이름으로 바뀌었다. 또한 북제 때 영강현이 설치되었는데, 후에 장수현(澺水縣)으로 개명되었고 서현이 통폐합되었다. |
| 낭산현 | 朗山縣 | 주마뎬시 췌산현                    | 개황초기 초안군(初安郡)이 폐지되었고 598년 안창현(安昌縣)이 지금의 이름으로 개명되었다. 양나라 때 제주(除州)가 설치되었는데 북위에서 폐지되었고 북제 때 형주가 설치되었으나 얼마못가 폐지되었다. 북주시기 위주(威州)가 설치되었으나 후에 폐지되었다. |
| 오방현 | 吳房縣 | 주마뎬시 쑤이핑현                  | 본래 수녕현(遂甯縣)으로 북제시기 수의현(綏義縣)이 통폐합되었다. 대업초기 지금의 이름으로 바뀌었다. |
| 서평현 | 西平縣 | 주마뎬시 시핑현 주범촌(周范村)일대 | 북위 때의 양성군(襄城郡)이 북제 때 문성군(文城郡)으로 바뀌었으나 개황초기 폐지되었다. 598년 무양현이 지금의 이름으로 바뀌었으나 대업초기 폐지되었다. 현내에 옛 유주(洧州, 첨주(灊州)가 있었으나 북제 때 설치되었다가 개황초기 폐지되었다. |

## 군수·태수

### 전한
- 충황유(? ~ 기원전 114년)
- 정당시(기원전 110년대? ~ ?)
- 엄흔(? ~ 기원전 13년)

### 후한
- 양담(梁湛)
- 종구

### 조위
- 전예